# Нелоба
Нелоба — деревня в Верхнесалдинском городском округе Свердловской области. Центр сельской администрации деревни Нелоба.

## География
Населённый пункт расположен на левом берегу реки Нелобка в 10 километрах на юго-восток от административного центра округа — города Верхняя Салда.

### Часовой пояс
Нелоба, как и вся Свердловская область, находится в часовой зоне МСК+2. Смещение применяемого времени относительно UTC составляет +5:00.

## Население
| 2002 | 2010 | 2021 |
| ---- | ---- | ---- |
| 174  | ↗177 | ↘92  |

В деревне располагается всего одна улица (Центральная), есть почтовое отделение и фельдшерско-акушерский пункт из модульных блок-контейнеров.,Есть школа и клуб,библиотека.Про нашу Деревню Нелоба написана две книги,первую книгу написал. И. А. Редкина в 1928  году, а вторая была написана бывшей  учительницей. А. Я. Котовой в 2017 году. 